# Коган, Иосиф Михайлович
Иосиф Михайлович Коган (1891 — 31.10.1952) — советский химик-органик, автор учебника «Химия красителей», выдержавшего 3 издания.
Родился в 1891 г. в Симферополе.
Окончил гимназию (1913) и поступил на естественное отделение физико-химического факультета Новороссийского университета (Одесса). С 3 курса призван на военную службу, демобилизовался в 1918 г. и продолжил учёбу.
В результате боевых действий Гражданской войны в 1919 г. был вынужден бросить университет. Вернулся в Симферополь, работал на трамвайной и электрической станциях, на консервной фабрике.
В 1921 г. восстановился на 4 курс Крымского университета. После окончания вуза получил направление в МХТИ им. Д. И. Менделеева.
Работал на кафедре технологии органических красителей и промежуточных продуктов: ассистент, доцент, профессор. Ученик Н. Н. Ворожцова. По совместительству преподавал в ряде других вузов Москвы.
В 1935 г. присвоена ученая степень кандидата химических наук (без защиты диссертации).
В 1941 г. защитил докторскую диссертацию, в 1942 г. утвержден в звании профессора.
Во время Великой Отечественной войны — в эвакуации в Коканде, заведовал кафедрой технологии органических красителей и промежуточных продуктов. В этот период разработал способ получения сернистого красителя из жмыха хлопчатника.
Умер 31 октября 1952 г., не успев закончить переработку и дополнение третьего издания учебника по химии красителей. (недоступная ссылка)
Сочинения:
- Курс химии и технологии красителей [Текст] : Утв. ВКВШ при СНК СССР в качестве учебника для хим.-технол. втузов. — Москва : Госхимиздат, 1939. — 460 с., 2 вкл. л. схем. : ил., портр., черт., схем.; 23 см.
- Химия красителей [Текст] / И. М. Коган, доц. Моск. хим.-технол. ин-та им. Д. И. Менделеева; [Предисл.: проф. Н. Ворожцов]. — Москва ; Ленинград : Госхимтехиздат, 1933 (М. : тип. «Пролет. слово»). — Переплет, 532 с. : черт.; 23х16 см.
- Химия красителей (синтетических) [Текст] : Всес. ком-том по делам высшей школы при СНК СССР утв. в качестве учеб. пособия для хим. высших учеб. заведений / Предисл.: проф. Н. Н. Ворожцов. — 2-е изд., испр. и доп. — Москва : ГОНТИ. Глав. ред. хим. лит-ры, 1938 (Л. : Типография им. Евг. Соколовой). — 791 с. : черт.; 23 см.
- Химия красителей [Текст] : [Учеб. пособие для хим.-технол. вузов и фак.] / Под ред. проф. А. И. Королева. — 3-е изд. — Москва : Госхимиздат, 1956. — 696 с.; 27 см.
- Chemie barviv [Текст] / J. M. Kogan ; Ze 3. vyd. sovětského originálu přel. inž. dr. Josef Arient a inž. dr. Vladimír Vaniček. — Praha : Státní nakl. technické literatury : Slovenské vyd-vo technickej literatúry, 1960. — 742 с. : ил.; 25 см.